# Assemblée générale de l'Union astronomique internationale de 1922
1re assemblée générale de l'Union astronomique internationale
La 1re assemblée générale de l'Union astronomique internationale s'est tenue du 2 au 10 mai 1922 à Rome, en Italie.